# 長尾憲景
長尾 憲景（ながお のりかげ）は、戦国時代から安土桃山時代にかけての武将。白井長尾氏8代当主。上野国白井城主。一時期八崎城主（現・渋川市）。

## 生涯

### 出自
上野国の国衆で高津長尾氏5代・総社長尾氏8代当主・長尾顕景の三男とされる。初め「景房」を名乗っていたが、白井長尾氏7代当主・長尾景誠の横死後に長野業正の斡旋で景誠の養子となり、白井長尾氏の家督を継いだ。この際に主君で関東管領・上杉憲政より偏諱を受けて「憲景」と改名した。

### 白井城を追われる
白井長尾氏は関東管領家宰の長尾景仲や景信、長尾景春の乱で有名な景春など山内上杉氏の宿老を務める家格であったが、天文21年（1552年）に上杉憲政が北条氏康によって上野を追われると、憲景は後北条氏に従ったとみられる。その後永禄3年（1560年）に憲政を擁した長尾景虎（上杉謙信）の関東侵攻が行われると、これに従った。この際に『関東幕注文』によると、白井衆の筆頭として「長尾孫四郎」の名前で存在が確認でき、白井長尾氏が上野国衆の中でも有力な政治的地位を保持していたことがみてとれる。尚、この際に憲景は一時期「脳病」となり一時重篤状態となり、謙信の小田原城攻めには名代として嫡男・憲春を参陣させている。
その後も上杉氏の関東侵攻に従い武蔵・上野の各地を転戦する一方で敵対する後北条氏や武田氏と戦い、特に武田氏が吾妻郡に侵攻してくると岩下城（現・東吾妻町）の斎藤憲広を支援して対抗した。しかし武田氏の侵攻により岩下城や嶽山城（現・中之条町）が攻略され、永禄10年（1567年）3月に武田方の真田幸綱に白井城を攻略され、さらに北条方に寝返った厩橋城主・北条高広に攻められ上野を追われた。

### 上杉氏による支援、白井城の奪還
白井城を追われた後は一時期常陸国の佐竹義重の元に身を寄せており、太田資正と共に小田氏治と戦う一方で、謙信に戦況報告と越山の要請を行っている。その後、謙信の元に従ったとされる。
永禄12年（1569年）に越相同盟が結ばれたことで北条高広に奪われた所領が返還され、元亀元年（1570年）に謙信より白井領のうち田留城（現・渋川市もしくは前橋市）を与えられ、さらにその一、二年後に八崎城を築城して白井城奪還を狙った。
天正6年（1578年）に御館の乱が勃発すると由良国繁を通じて後北条氏に従属したが、態度を鮮明にしていない段階で景虎方の厩橋北条氏に居城の八崎城を攻められ、さらに武田方の真田昌幸によって不動山城（現・渋川市）を攻略された。その後厩橋北条氏を通じて武田氏に従属し、同8年（1580年）3月に北条方で当時女淵城（現・前橋市）将を務めていた猪俣邦憲に田留城を攻められている。しかし翌年5月には再び後北条氏に従属し、その翌年（1582年）3月に武田氏が滅亡するにあたり真田昌幸の北条方への従属の仲介を担っている。
武田氏滅亡後は一時上野に赴任してきた滝川一益に属したとみられるが、神流川の戦いで後北条氏が再度上野に進出するとこれに従った。この段階で憲景は白井城を奪還し、およそ15年ぶりに白井城への帰還を果たした。尚、同年2月には次男・輝景に家督を譲ったとみられる。また、後北条氏に従った段階で三男・鳥房丸（後の景広）を人質として提出した。その後翌年正月までに中山城（現・高山村）を攻略し、北条氏政より沼田領の攻略に励むよう求められている。
没年は天正12年（1584年）とされ、法名は雲林院殿梁雄玄棟庵主。その後の白井長尾氏は後北条氏の従属国衆となり、後北条氏の元で隣接する吾妻・沼田領を治める真田氏攻略の先鋒的役割を担うことになる。